# Іваньки (Уманський район)
Іва́ньки — село в Україні, в Уманському районі Черкаської області, адміністративний центр Іваньківської сільської громади. Розташоване на обох берегах річки Кищиха (притока Гірського Тікичу) за 10 км на північний схід від селища Маньківка та за 14 км від залізничної станції Поташ. Населення становить 2 836 осіб (станом на 1 січня 2017 р.).

## Історія

### Перші згадки
Походження назви села. У побуті давніх слов'ян було особове ім'я Іван: у білоруській — Іванікович, у російській — Іваньков. В Україні ім'я Іван від імені батька стало прізвищем Іванько. Ім'я Іванько виникло як похідне від імені Івань — м'якої форми імені Іван. У назві села особове ім'я або прізвище його засновника — Івані — Івань — Іванько. Отже, спочатку поселення було Івань, потім — Іваньки. До речі, це прізвище згадується й серед козаків Білоцерківського полку війська Запорозького.
Саме в період — з 1516 по 1580 роки, як стверджує «Архив Юго-Западной России» — «в замен правительственной колонизации началось новое заселение пустынной земли Уманщины путем частной инициативы и предприимчивости».
На думку краєзнавця Павла Івановича Драгана, першою достовірно документованою згадкою про село Іваньки є видане 13 вересня 1560 року великим князем литовським Сигізмундом-Августом право власності на пусті селища Івань та Бодня на Тікичі Угорському «до волі й ласки господарської». На прохання вінницького та брацлавського старости князя Богуша Корецького у власність Григорія Кондаша переходили не тільки землі, але й закріплювалися права на осадження людей, користування сіножатями, ставами, бобровими гонами, пасіками. Як бачимо, достеменно відомо, що село було засноване раніше 1560 року, хоч життя не тривало безперервно. Уточнення дати вимагає подальших наукових пошуків. Запустіння поселення у третій чверті шістнадцятого століття слід пов'язувати з руйнуванням на початку 1540-хх років опорного пункту колонізаційного руху на прикордонних землях Великого князівства Литовського — Звенигородського замку.
Село Іваньки згадується і в 1594 році: тоді «…землевласник Д. Шеремет позивався до Степана Клещовського, який чинив збитки на річці Івані: ловив бобрів, лосів, оленів, диких кабанів та коней на території Буцького ґрунту». Отже, запам'ятаємо дату офіційного оформлення села як населеного пункту: розпочалося 1580 й завершилося 1594 року. Хоч, як свідчать археологічні знахідки — залишки трипільської культури та доби бронзи — на території села проживали люди й раніше.
Офіційно та вперше поселення позначено на мапі Великого князівства Литовського за 1613 рік.
Згадка про село Івані збереглась і в судовому запису, (рішення Люблінського трибунального суду) між Федором Шандировським (позивачем) і землевласником Адамом Калиновським (відповідачем) 1 серпня 1622 року про «підданих з маєтку села Тростянця у воєводстві Брацлавському, які з дружинами та майном втекли до наново заселюваної слободи на території маєтку сторони відповідача — до міста Іваня».

### XVII століття
У січні 1644 року в село вдерлися татари-ординці й знищили Успенську церкву, будівлі, багатьох жителів замордували, деяких забрали в неволю. У 1664 році, як засвідчив збірник податків Брацлавського воєводства:
|  | з містечка Івань панів Калиновських взято податі з димів 30 (інше населення — козаки), із 3-х млинів сплачено по злотому з каменя, за дві ступи — по злотому. Загальна сума податку 49 злотих, але внесено 30 злотих. |

За даними реєстру Уманського козацького полку за 1649 рік Іваньківська сотня налічувала 248 шабель.

### XVIII століття
У 1718 році в центрі села церква освячена православним ігуменом монастиря Маньківського Арсенієм Біляшівським, зведена завдяки преосвященного переяславського Кирила Шумлянського на місці православної церкви, що знищена татарами, — православна церква Успіння Божої Матері.
У 1768 році жителі села брали участь у народному антифеодальному повстанні під проводом Максима Залізняка.
У 1782 році на березі річки був зведений млин, будівля якого існує й сьогодні. На початку XIX століття в Іваньках працювали пивоварний та сукновальний заводи. З 1846 року в селі розпочав роботу цукровий паровий завод, що виробляв 5400 пудів цукру за сезон.

### XIX століття
1 травня 1848 року Іваньки офіційно стають містечком, про що засвідчує рапорт Київського губернатора на ім'я Міністра внутрішніх справ Російської імперії від 13 липня 1848 року «О перейменований с. Иванок, Уманского уезда Киевской губернии в местечко».
Лаврентій Похилевич так пише про Іваньки:
|  | Местечко в 30-ти верстах от города Умани, при соединении речки Маньковки и Быка, впадающих за 4 версты от местечка в реку Тикич. Жителей обоего пола: православных 1145, римских католиков 10, евреев 82. Принадлежит подполковнику князю Антону Ксавериевичу Любомирскому, имеющему здесь свою резиденцию. К местечку приписано земли 2906 десятинь. Церковь Успенская, деревянная, 5 класса, земли имеет 41 десятину, построена в 1782 году, ныне в ветхом состоянии; еврейский молитвенный домъ, начальное училище, 7 лавок, еженедельные базары; винокуренный завод (16 тысячь ведер спирта в год) и свеклосахарный (директор Франц Францович Веселий), на котором в 1859-1860 годах выработано сладкого песка 6000 пудов на 30 тысячь рублей, а в 1860-1861 — 20296 пудов. В Иваньках князя Любомирского проживали также два приходских священника с семействами, 10 семейств однодворцев, 8 семейств евреев, содержащих в аренде мельницу й пивоварню, озера, огороди й сукновальню, один иностранец с семейством и мастера: каменщики, садовник, красильщик й ружейный масгер из евреев, портные, иностранец сахарозаводчик и архитектор. Иваньковский ключ куплен князем Любомирским у графини Кисилевой. |

У 1864 році в селі виникло заворушення внаслідок намагання землевласника ввести 40 днів панщини. Керував виступом селян староста Сила Гончар. Влада провела численні арешти, виступ селян був придушений.
У 1899 році було проведено реконструкцію цукрозаводу. Джерелом енергії став локомобіль системи Маршала на 12 кінських сил. Завод мав англійський токарний та два деревообробних (свердлильний та фугувальний) верстати. Очолював його Богдан Олександрович Сваричевський.

### XX століття
У 1900 році, як свідчать архіви, до Іваньківської волості входили: м. Іваньки, с. Янківка, с. Березівка, с. Попівка, с. Крачківка, с. Харківка, с. Тимошівка, с. Полковниче, с. Паланочка. Пошта доставлялася в Іваньки у понеділок і четвер через містечко Буки. На той рік у волості мешкало 10 341 особа, утому числі: чоловіків — 5261 і жінок — 5080. Серед них віросповідання: 9528 — православних, 31 — католиків, 3 німці та 779 євреїв. У волості на той час діяло: 8 приходів, 8 дерев'яних церков, єврейська молитовна школа, 8 церковно-приходських шкіл та одна школа грамоти. За волостю було закріплено 16063 десятини землі, у тому числі: 8443 — приватні володіння, 7160 селянські наділи, 396 — монастирські та церковні, 4 під залізничними коліями та 60 десятин колишньої земської школи, відведено під дороги.
У 1903 році в Іваньках, що знаходилися на річці Іваньки (Кищиха), було 231 двір; кількість мешканців: чоловіків — 1200, жінок — 1068. Діяли церква, єврейська школа, 3 водяних млини. У 1905 році містечко відносилося до Іваньківської волості Уманського повіту Київської губернії, у землекористуванні населення було 3870 десятин.
У 1910 році в селі зведено приміщення для двокласної земської школи з п'ятирічним строком навчання та будинок для родин директора і вчителів (і нині ці будівлі стоять при в'їзді в село). Щорічно в цій школі навчалося 100 учнів і працювало 5 учителів.
У 1913 році в містечку мешкало 2556 осіб, діяли двокласне училище та церковно-приходська школа. Продажем та виробництвом товарів і послуг займалися 11 магазинів «Бакалія», винна лавка № 483, три магазини металево-скоб'яних виробів та чотири магазини «Хліб-зерно». Щочетверга вирував ярмарок; до послуг населення були поштове відділення, аптека та аптечні товари, 3 акушерки. Працювали цукрово-пісочний (виробництво 664 тисяч пудів на рік), винокурний та спиртоочисний заводи.

#### Радянська влада
У 1927 році трудова школа реорганізована у фабрично-заводську семирічку, у якій навчалося 360 дітей з сіл Полковничого, Тимошівки, Юрполя, Чорної Кам'янки, Крачківки.
У 1928 році організовано ТСОЗ «Новий хлібороб» (Товариство спільного обробітку землі), у яке записалося 28 селян-землевласників, серед них: С. Драгоруб, Т. Ганджа, Я. Проценко, П. Парій, В. Рябокінь, І. Зубченко І. Шарий, Т. Коваленко, А. Драган, О. Горбунко, С. Свистун, А. Гончар Й. Джугля, К. Верзун, М. Драган, Г. Остроушко, Р. Шмалій, Н. Шмаліи, Н. Коваленко, Й. Ганджа, С. Кривоніс та інші. 20 лютого 1929 року організовано колгосп імені Андре-Марті, головою якого обрано Миколу Федотовича Жебета. У 1936 році господарство придбало перший автомобіль «полуторка», за кермо якого сів Дмитро Іванович Ганджа.
Під час Голодомору 1932—1933 років померло щонайменше 12 жителів села.
У 1939 році в Іваньках відкрито середню школу, де 24 вчителі навчали 400 хлопчиків та дівчаток.

#### Друга світова війна
27 липня 1941 року село було зайняте німецькими військами. У Другій світовій війні брали участь 519 іванчан, 312 — загинули, 255 учасників відзначено бойовими нагородами. 519 уродженців села воювали на фронтах війни, з них 242 загинули, 255 нагороджені бойовими нагородами. Близько 200 жителів села було добровільно та примусово відправлено на роботи до Німеччини.
У жовтні 1941 року в Іваньках створено підпільну групу на чолі з Степаном Іллічем Горчінським, до якої ввійшли Олексій Микитович Березкін Василь Ігорович Бугай, Василиса Герасимівна Хабло, Володимир Вікторович Книшко, Олексій Олексійович Макушевський. У грудні 1943 року підпільників (окрім О. О. Макушевського) нацисти розстріляли.
7 березня 1944 року 1-й батальйон майора П. Я. Калашникова танкової бригади відвоював село у німецьких військ. Відновилась радянська окупація.
519 уродженців села воювали на фронтах війни, з них 242 загинули, 255 нагороджені бойовими нагородами.

#### Повоєнні роки
В Іваньках у 1947, 1948, 1951 роках встановлено три пам'ятники на братських могилах воїнів-визволителів від гітлерівців. У 1960 році було відкрито обеліск слави односельцям, які загинули в боротьбі з німецькою армією.
10 жовтня 1950 року з 3 колгоспів (іваньківських — імені Андре Марті та імені Кірова, полківницького — «Перемога») створено колгосп імені Кірова (через рік — імені Сталіна), головою якого обрали Петра Федотовича Литвинюка.
12 липня 1958 року до села Іваньки приєднано село Полківнича.
1960 — лікар М. М. Кононович відкрив стаціонарне відділення на 25 ліжок (1998 року проведено скорочення до 10 ліжок). 2003 року лікарська амбулаторія перейменована на амбулаторію сімейної медицини.
16-26 грудня 1961 р. — в Полтаві проходила особиста командна першість України з шахів і шашок серед сільських спортсменів. У боротьбі з сильними суперниками вчитель історії Іваньківської середньої школи, кандидат у майстри спорту Юрій Дьомін завоював звання чемпіона України серед сільських шашкістів.
1962 — на місці зруйнованої церкви зведено Будинок культури на 400 місць, читальний зал і бібліотека з фондом 18 тисяч книжок (читацький фонд на 2007 рік становить 29 454 примірники, читачів — 1600 осіб, зокрема дітей — 370 осіб), директором якого був Андрій Трифонович Гоменюк.
1963 — колгосп став носити ім'я М.Островського, головою правління якого (з 1961 року) був Олександр Мусійович Бортник. Колгосп мав у користуванні 4988,4 га сільськогосподарських угідь, у тому числі 4542,3 га орної землі. Основним напрямом господарства було вирощування зернових і технічних культур, відгодівля великої рогатої худоби та розведення птиці. Колгосп мав пилораму, ремонтну майстерню, млин.
1 вересня 1966 року прийняла перших учнів середня школа на 705 учнів, педколектив — 40 вчителів. 1983 року збудовано нову середню школу, розраховану на 1172 учні.
1967 — колгосп побудував піонерський табір «Бджілка».
1966 — слюсареві-наладчикові Іваньківського цукрового заводу Миколі Даниловичу Самборському присвоєно звання Героя Соціалістичної Праці.
У 70-х роках було відновлено роботу млину на річці завдяки зусиллям Ганджі Василя Карповича, який там пропрацював до 1991 року, трудова діяльність Василя Карповича розпочалась з юних років (в 14 річному віці розпочав роботу в колгоспі).

## Археологічні знахідки
На території села та його околицях виявлено сліди епохи бронзи та трипільської культури, чотири стародавні кургани. Зберігся величний курган на Іваньківських землях на полі перед Чорною Кам'янкою — тут похоронені козаки, що загинули в першому ешелоні українського війська, які зустріли татарських нападників.

## Сучасність
30 квітня 1994 року трудівниками агрофірми «Іваньки» в центрі села зведено адмінбудинок. У ньому розмістилися виконком сільської ради, правління агрофірми, відділення Ощадбанку й Агропромбанку, автоматизована телефонна станція.
15 грудня 2000 року до котельні Іваньківського спиртового заводу було проведене газове опалення.
У селі діє дитячий садок, відділення зв'язку, ощадна каса, 2 перукарні, ремонтна майстерня та майстерні з пошиву одягу та виготовлення металевих виробів, 16 приватних магазинів,
2 кафе, 2 аптеки, церква Успіння Пресвятої Богородиці, дитячий будинок сімейного типу сім'ї Дишлюків.
2007 — відкрито відділення Приватбанку, встановлено банкомат.
На території села діють:
- філія «Іваньки» ТОВ «Дзензелівське»;
- 6 СФГ, ТОВ «Вікторія», які спеціалізується на вирощуванні зернових і технічних культур;
- філія «Іваньківський комбікормовий завод» ТОВ «Дзензелівське», який виготовляє корми для великої рогатої худоби, свиней та птиці;
- ДП «Іваньківський цукровий завод» (збудований у 1899 році);
- ДП «Іваньківський спиртовий завод» (збудований у 1902 року);
- ТОВ «АНМАКС», яке спеціалізується на вирощуванні кролів (відкрито у 2006 році);
- майстерня з виготовлення художніх кованих виробів Олександра Бартосіка.

Окрасою села є парк відпочинку «Олександрія», збудований за задумом директора ДП «Іваньківський спиртзавод» Олександра Олександровича Величка.

## Населення

### Мова
Розподіл населення за рідною мовою за даними перепису 2001 року:
| Мова            | Кількість | Відсоток |
| --------------- | --------- | -------- |
| українська      | 2932      | 98.59%   |
| російська       | 36        | 1.22%    |
| білоруська      | 4         | 0.13%    |
| румунська       | 1         | 0.03%    |
| інші/не вказали | 1         | 0.03%    |
| Усього          | 2974      | 100%     |

## Люди
У селі народилися: 
- Бартосік Олександр Васильович (нар. 1966) — український скульптор.
- Корецький Олександр Володимирович (1940—2016) — учений-механік, кандидат технічних наук, доцент МЕІ[5].
- Остроушко Владислав Володимирович (нар. 1986) — гандболіст, майстер спорту, гравець національної Збірної України.
- Парій Федір Микитович (1943—2016) — український учений, генетик-селекціонер, доктор біологічних наук.
- Щербина Ігор Іванович (1966—2015) — полковник Збройних сил України, учасник російсько-української війни.

Закінчили Іваньківську школу:
- Драган Іван Павлович — провідний менеджер ВАТ «Київхліб», директор Київського дослідного заводу
- Лихограй Василь Григорович — кандидат фізико-математичних наук, доцент;
- Хмелюк Альона Василівна — кандидат економічних наук, доцент;
- Качур Валентин Григорович — кандидат наук із спеціальності радіопоказів та радіонавігації;
- Гурський Ігор Миколайович — кандидат сільськогосподарських наук, доцент;
- Кравченко Микола Іванович — кандидат медичних наук;
- Приходько Ігор Степанович — керуючий справами Міністерства України у справах преси та інформації (перший керівник Національного агентства ISBN в Україні) 1994—1996 роки, начальник відділу Мінюсту України 1997 р., директор юрдепартаменту групи компаній «РАЙЗ», адвокат;
- Пампуха Микола Филимонович — перший секретар Маньківського, Катеринопільського, Лисянського райкомів Компартії України;
- Остроушко Василь Панасович (1951—2025) — член правління Київської міської спілки ветеранів війни та праці органів прокуратури.
- Жебет Іван Романович — заступник гендиректора Південноукраїнської АЕС

## Галерея

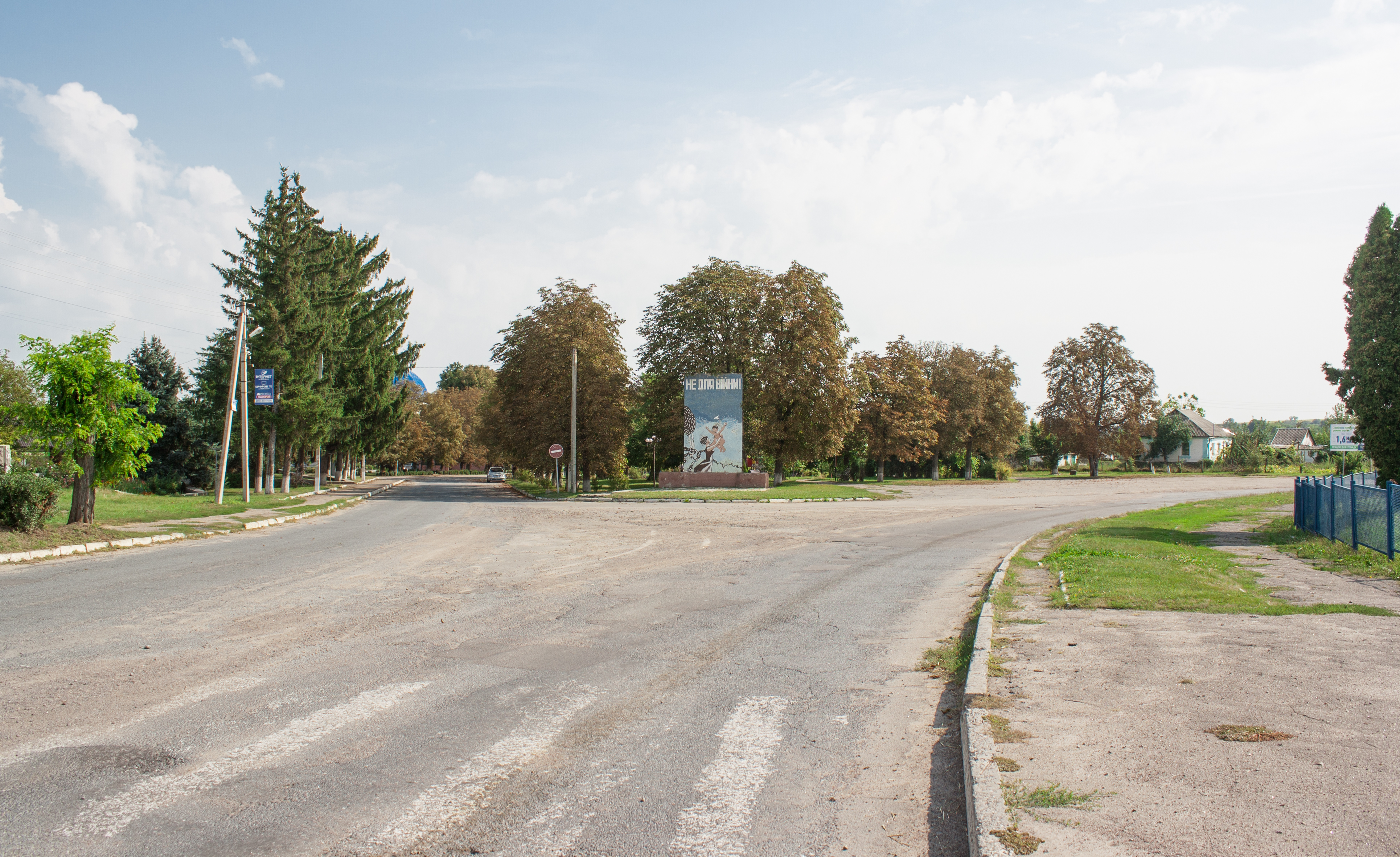
Центр села
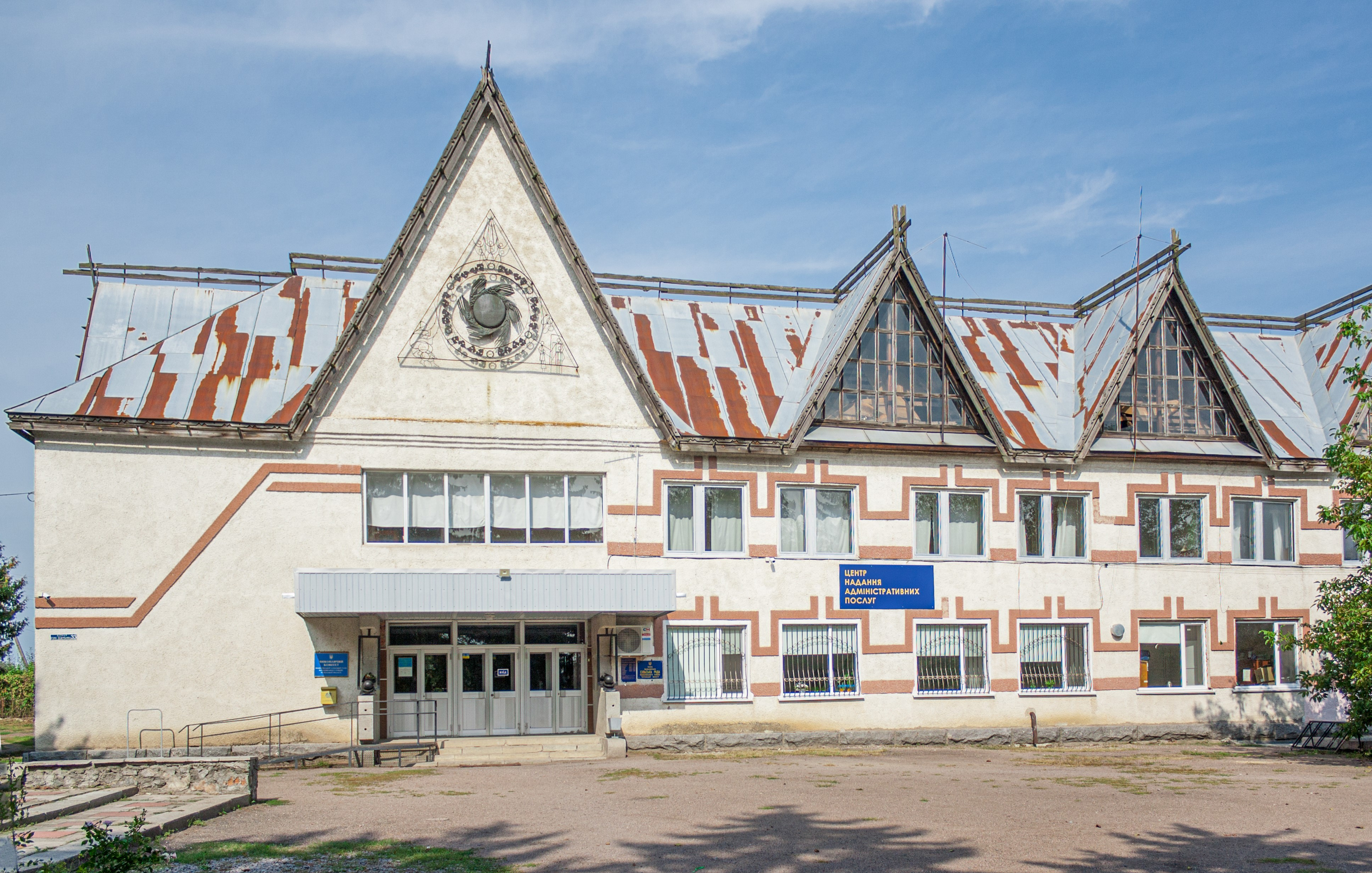
Сільська рада
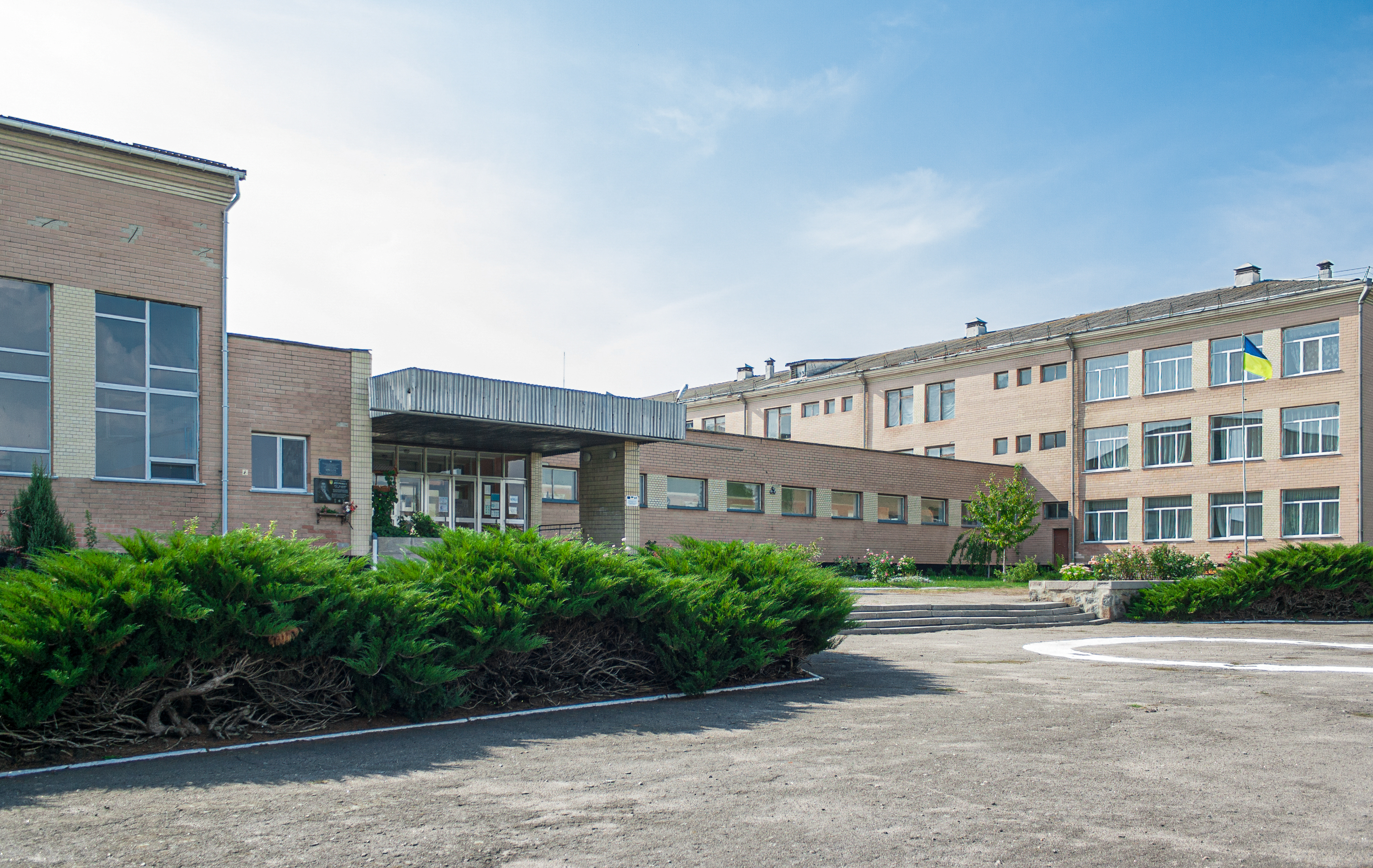
Школа
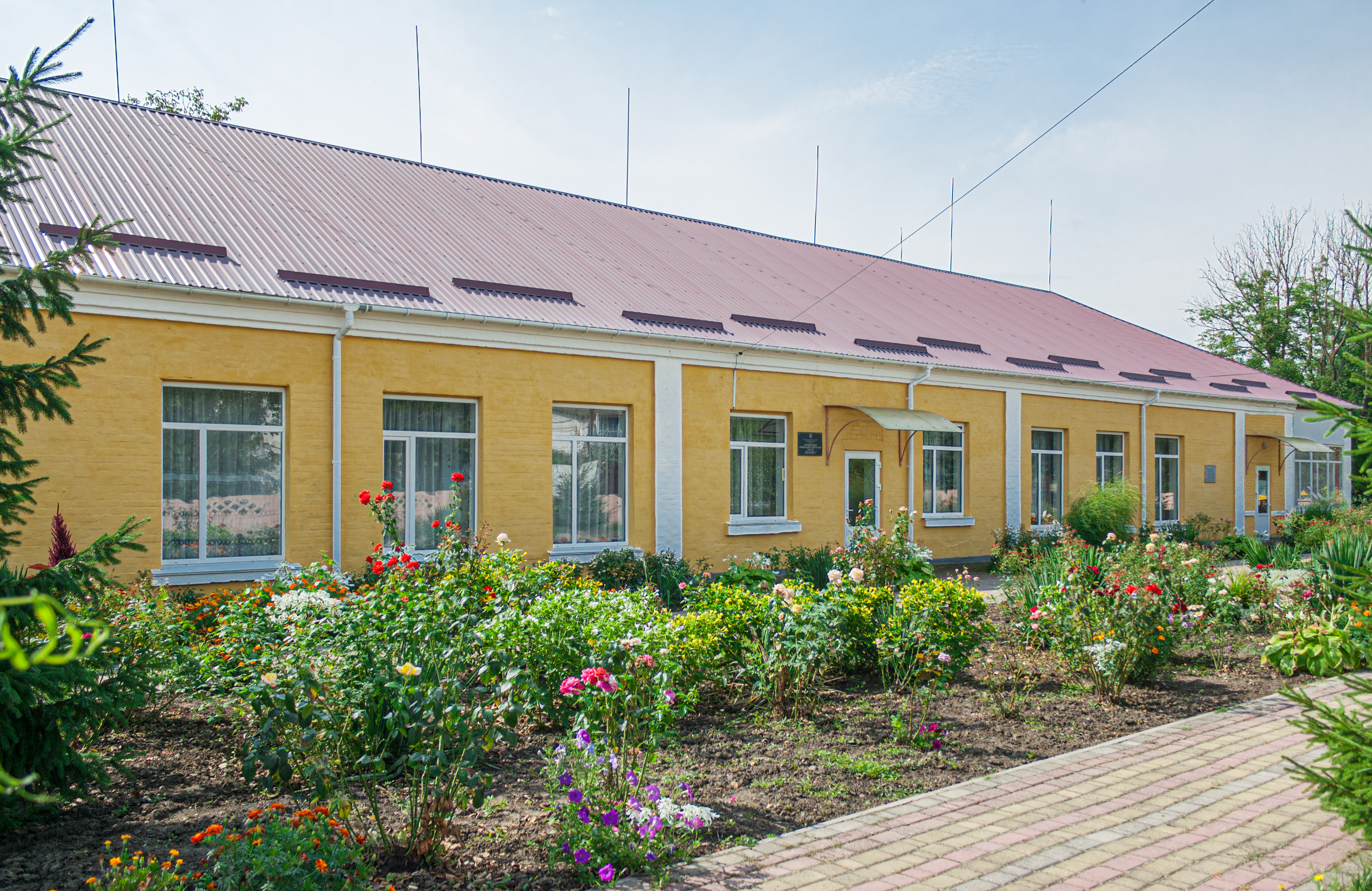
Дитсадок
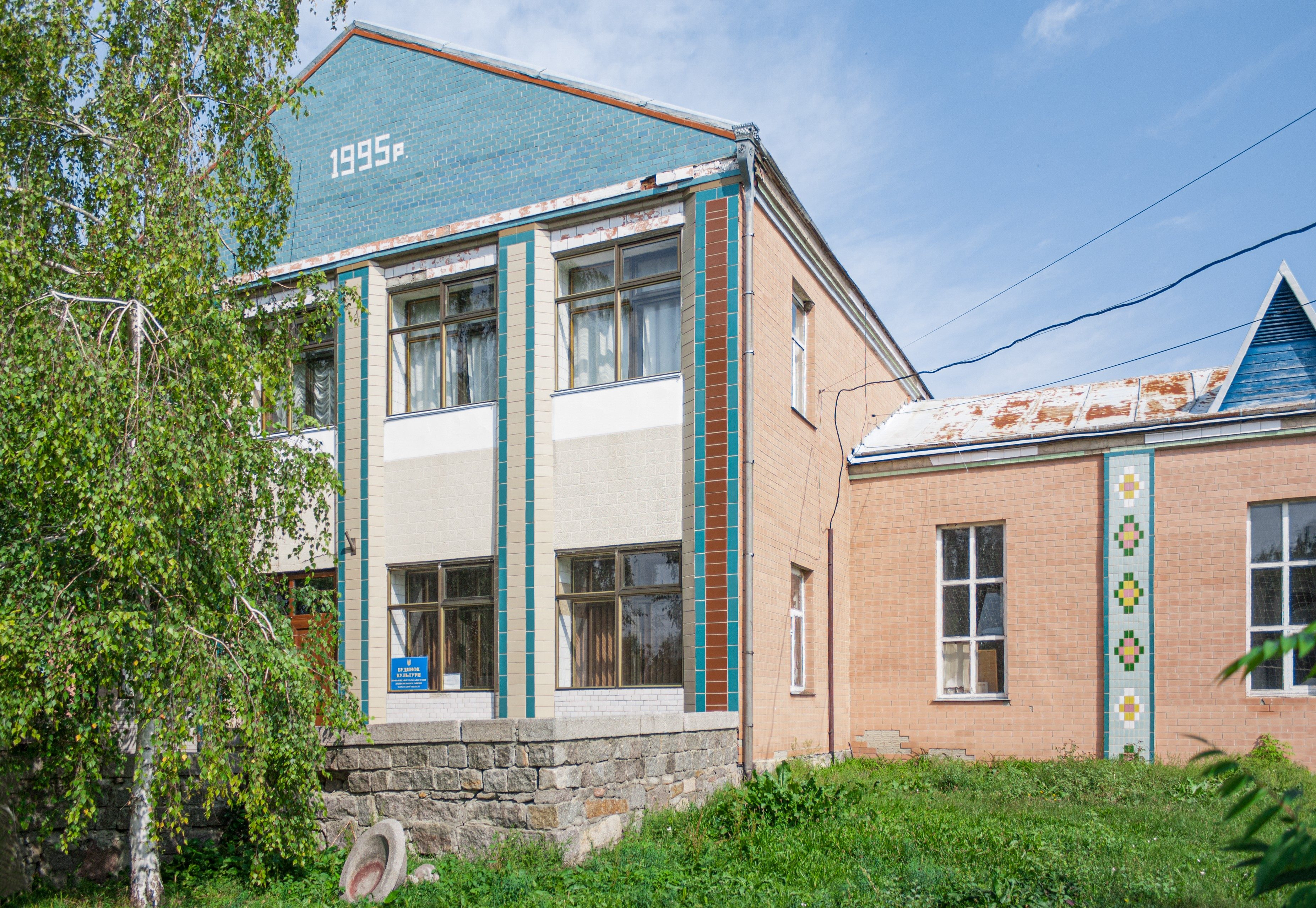
Будинок культури
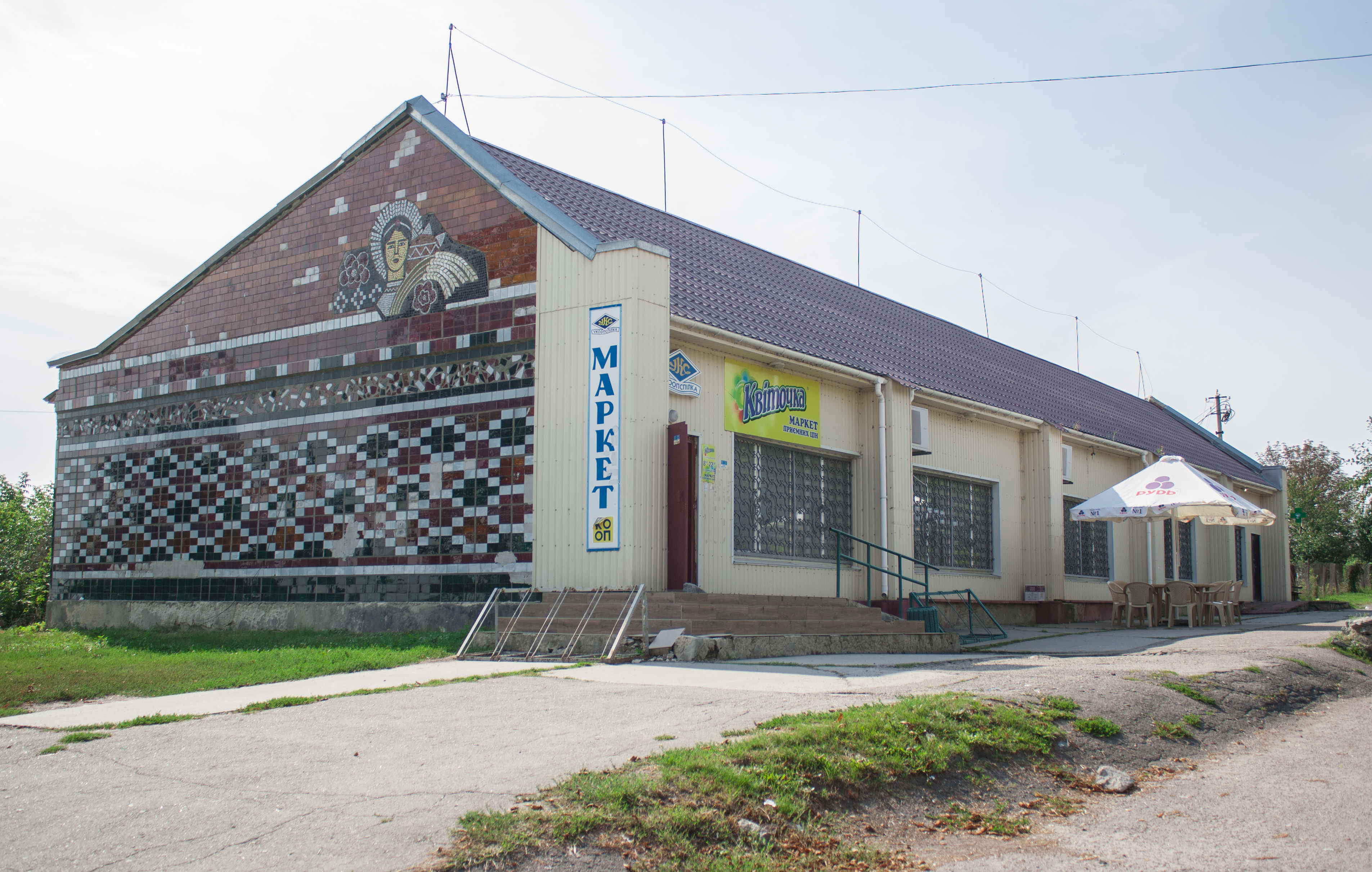
Магазин
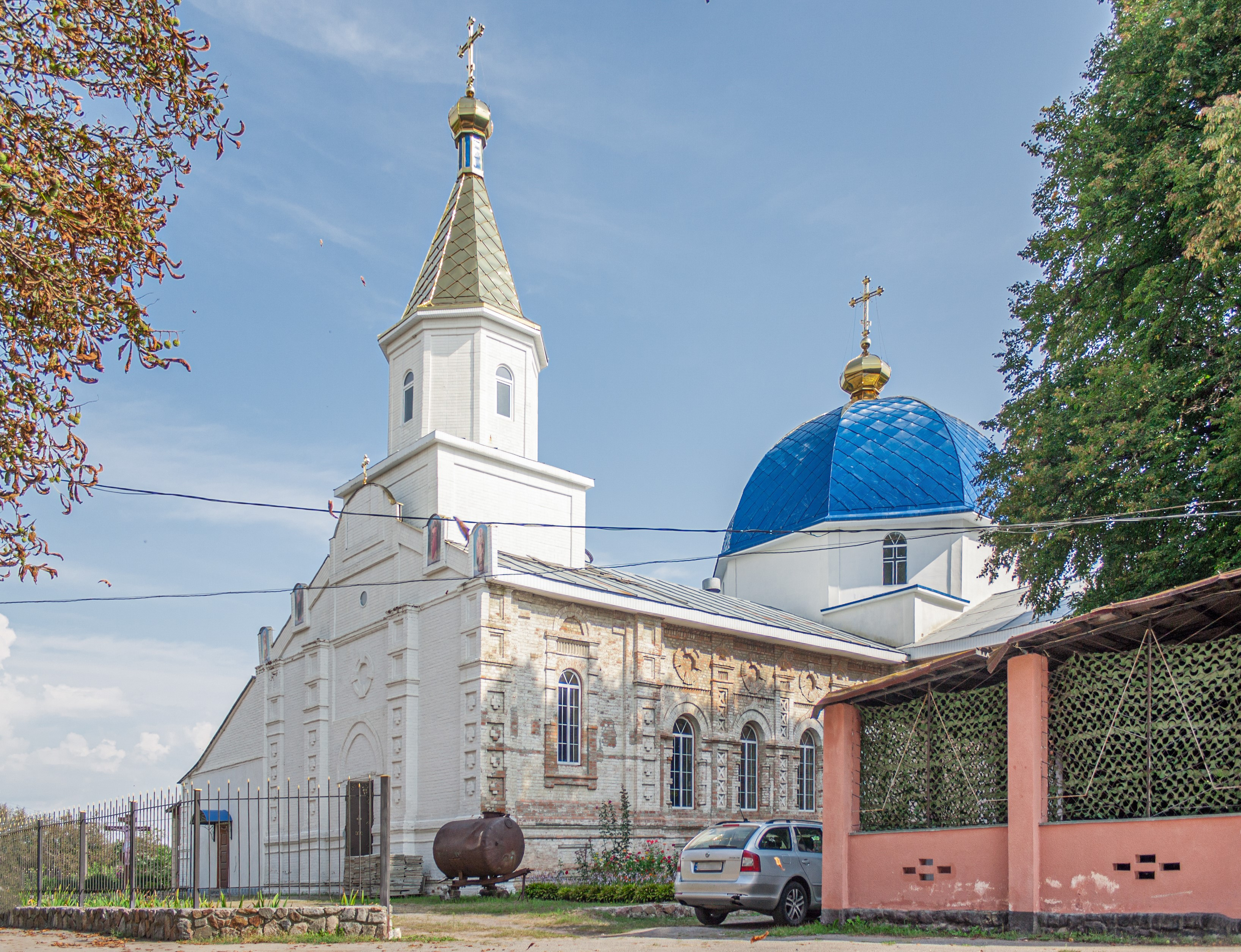
Церква
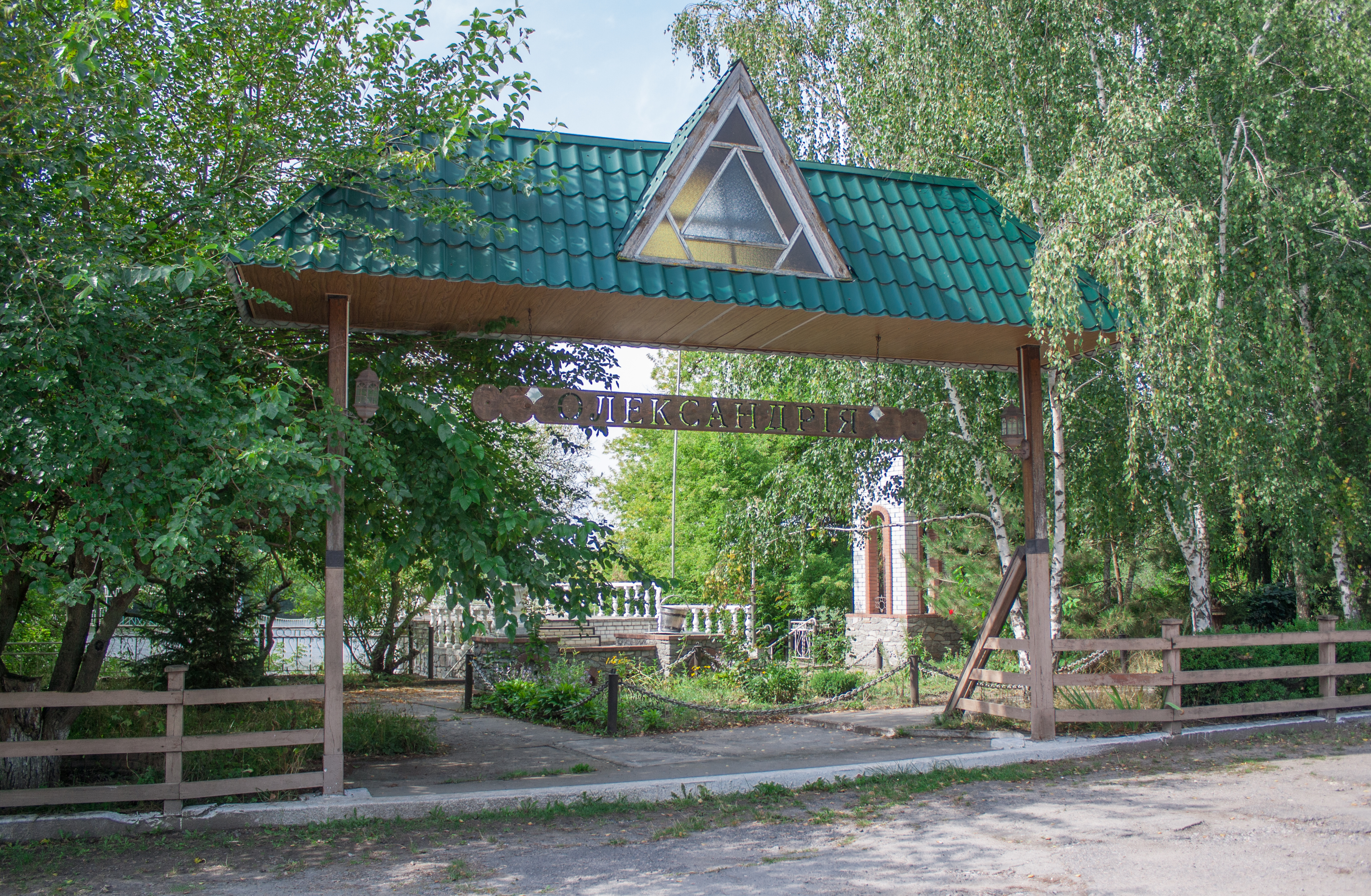
Парк "Олександрія"
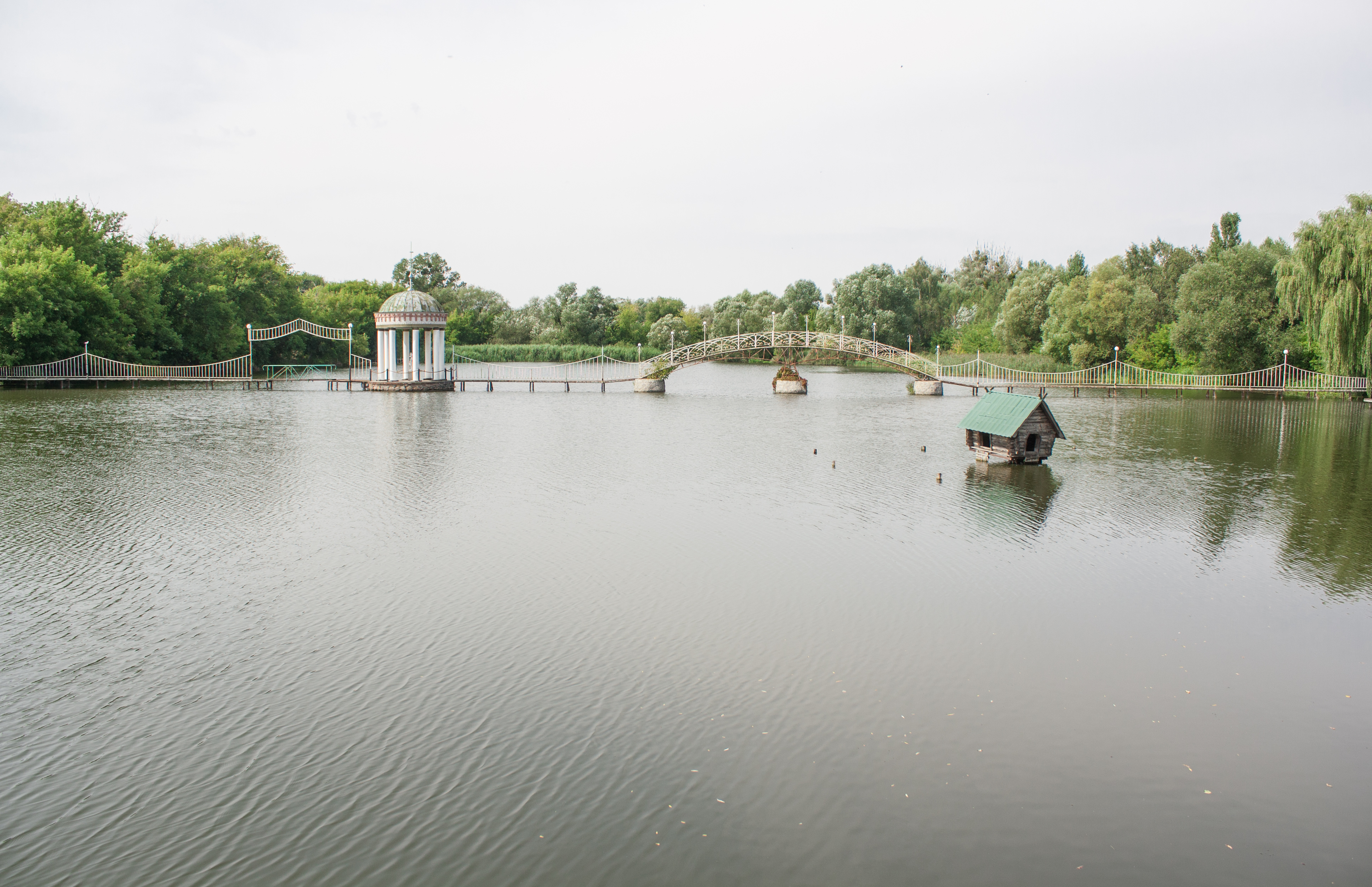
Ставок
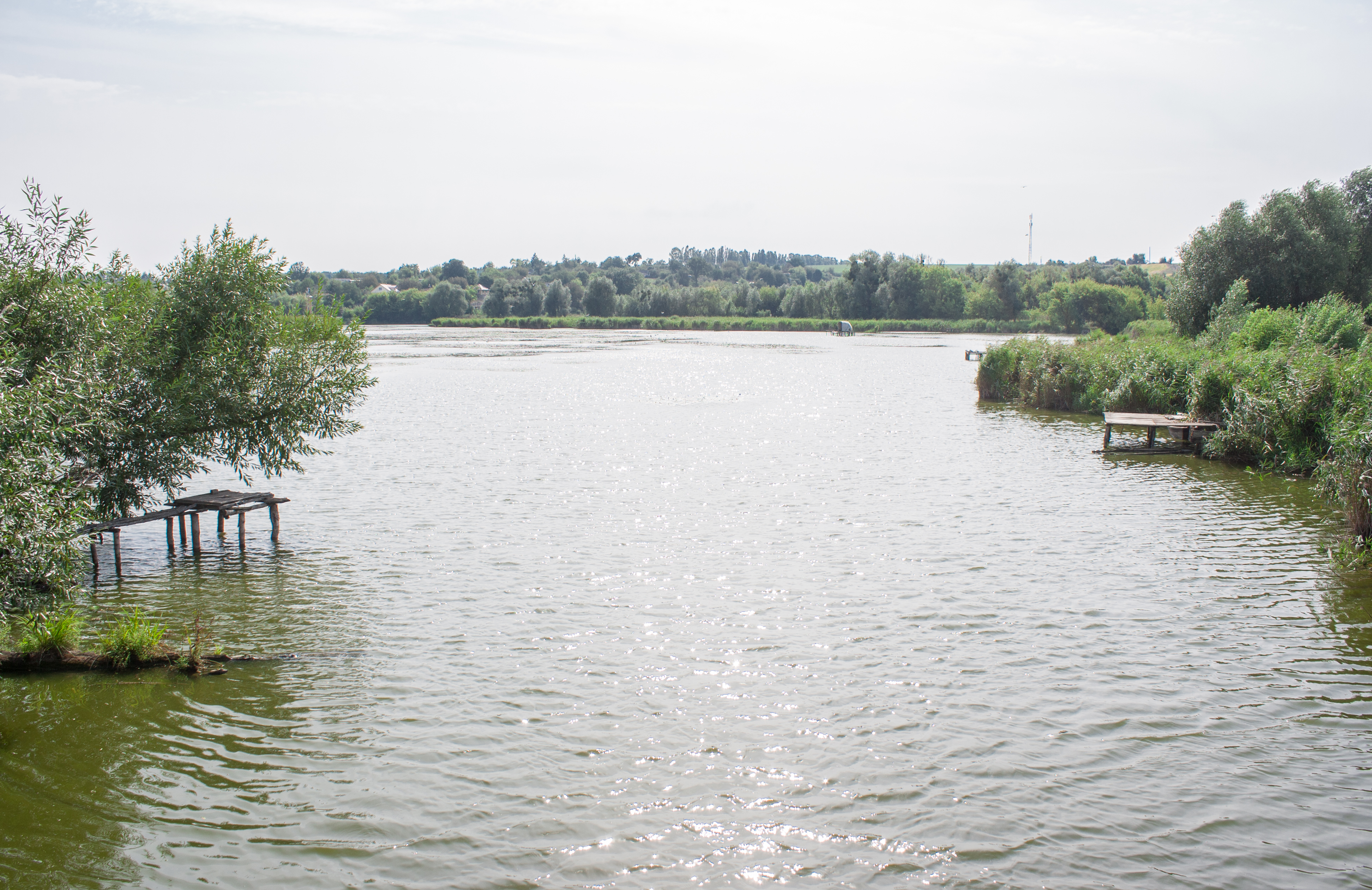
Річка Кищиха
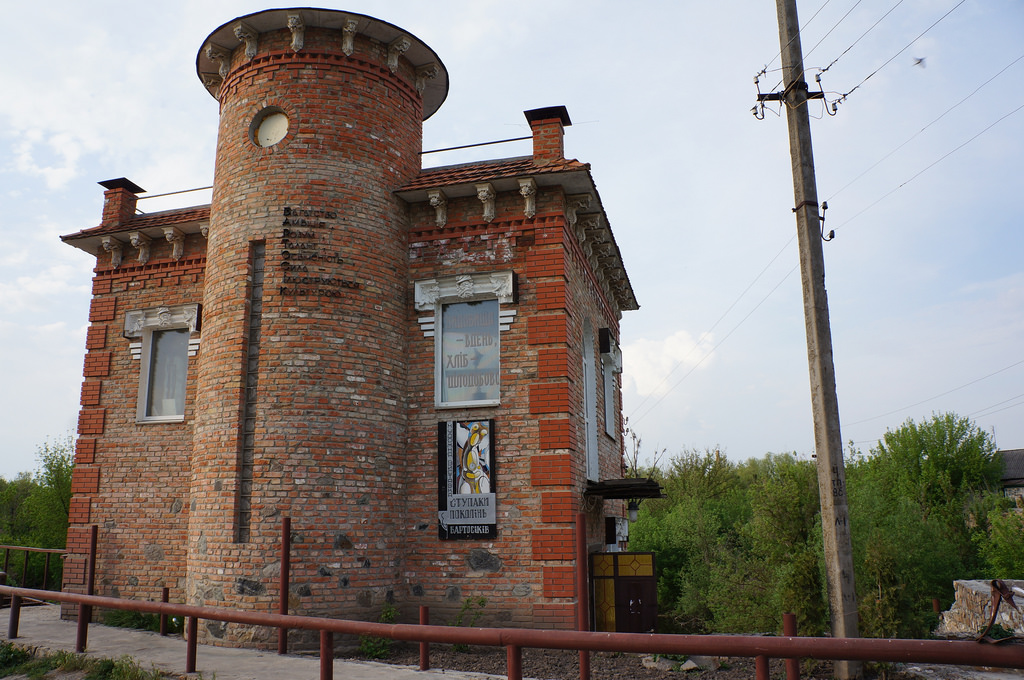
Колишній млин
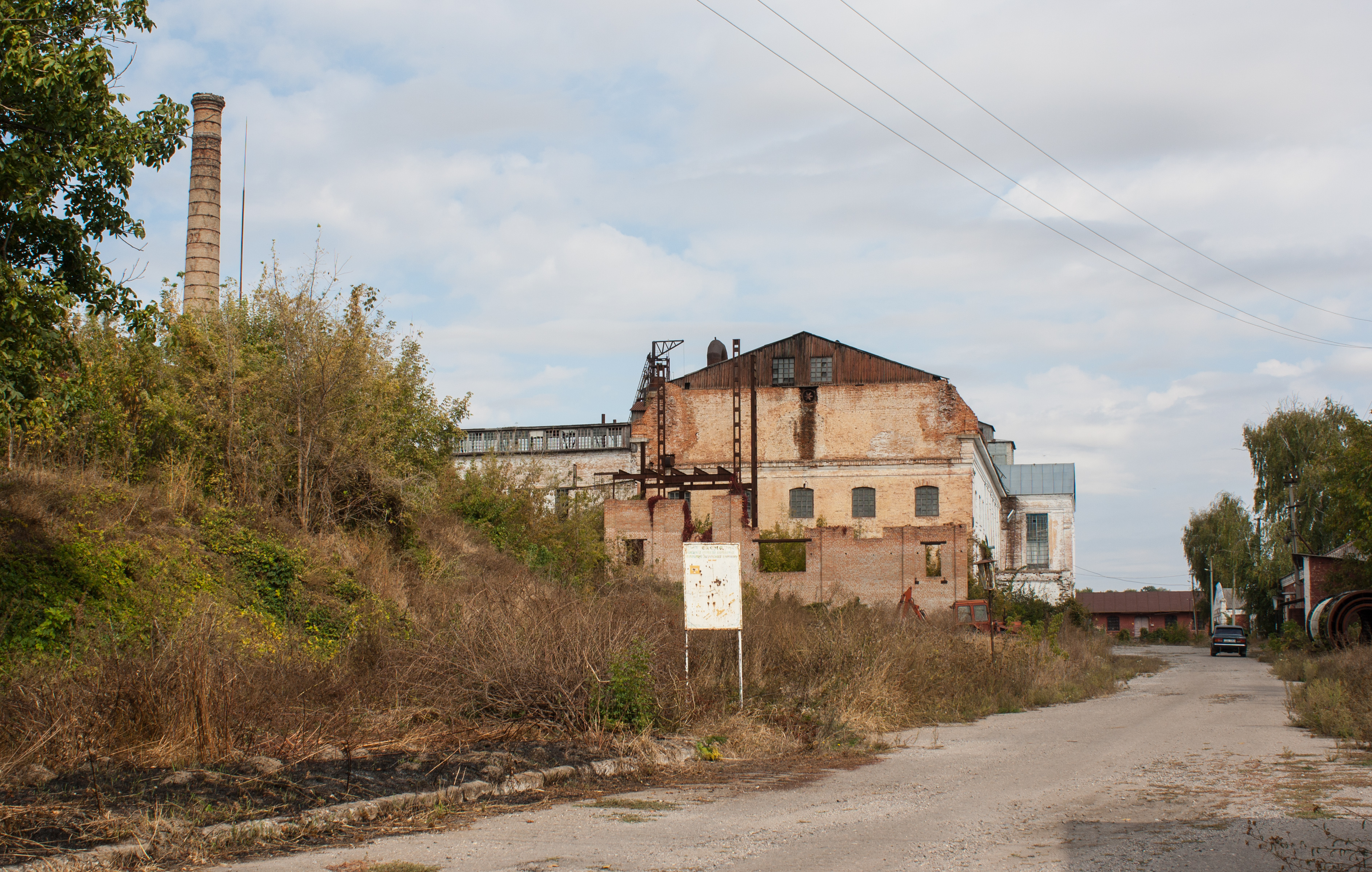
Цукровий завод
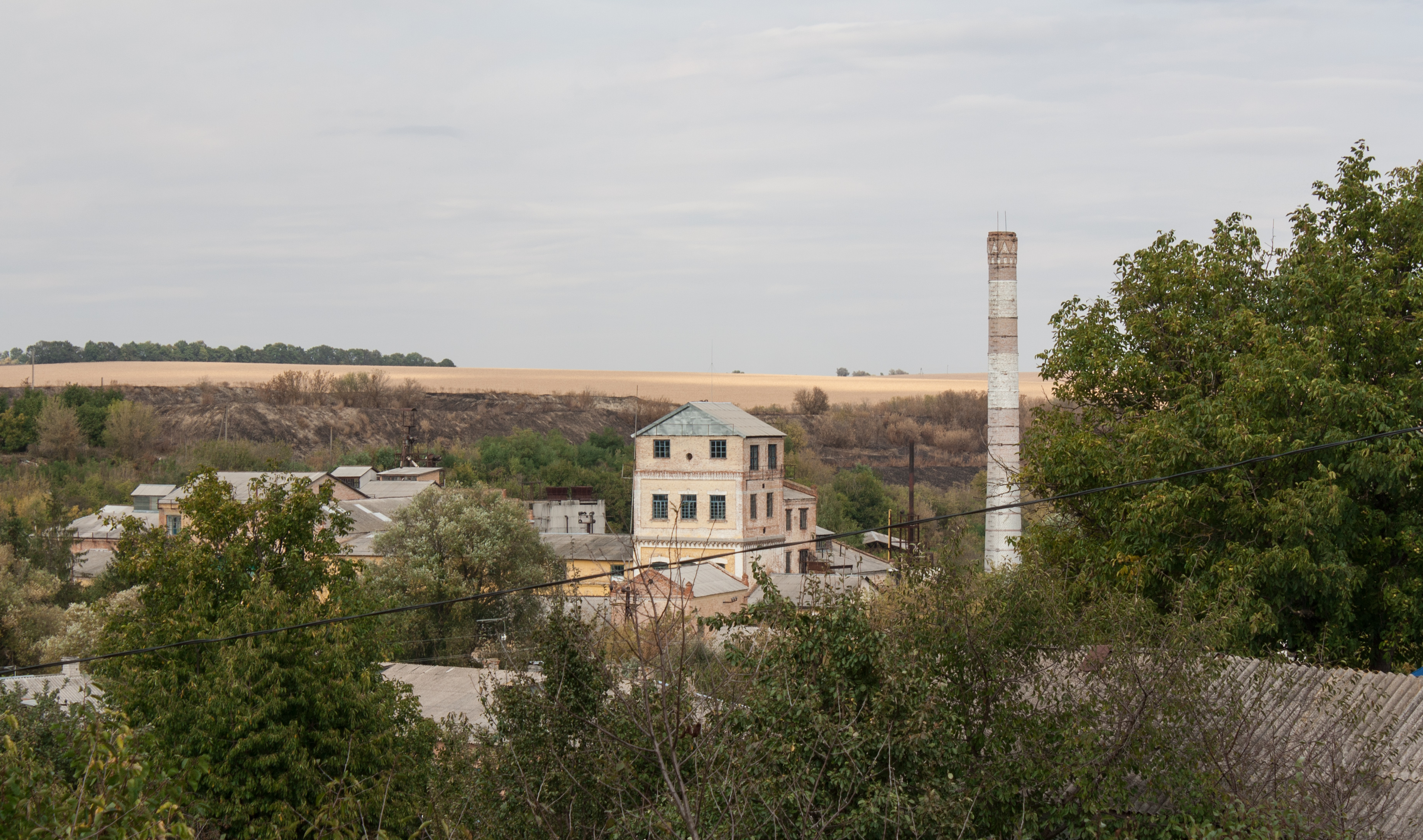
Спиртовий завод
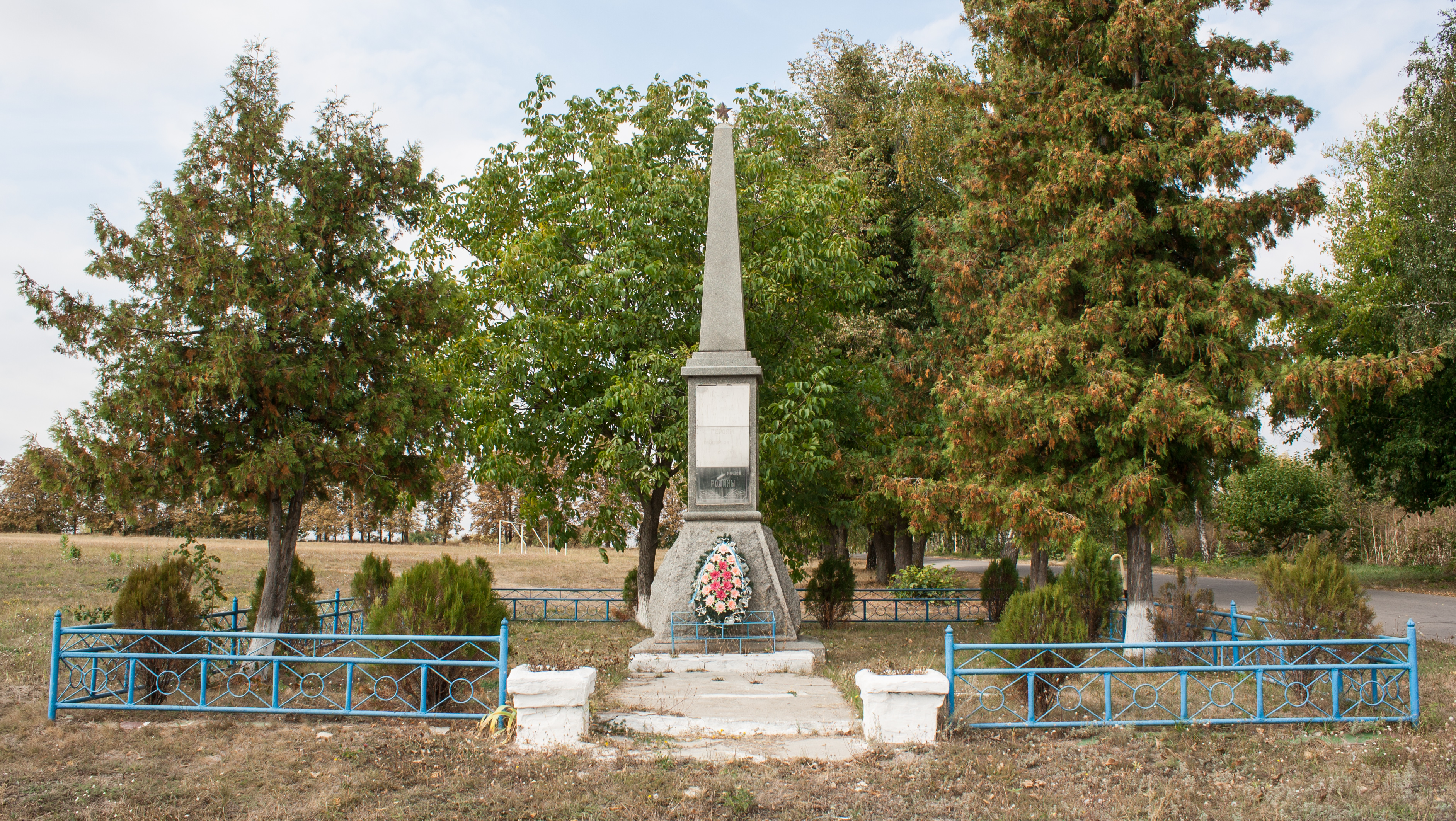
Пам'ятник воїнам-односельчанам
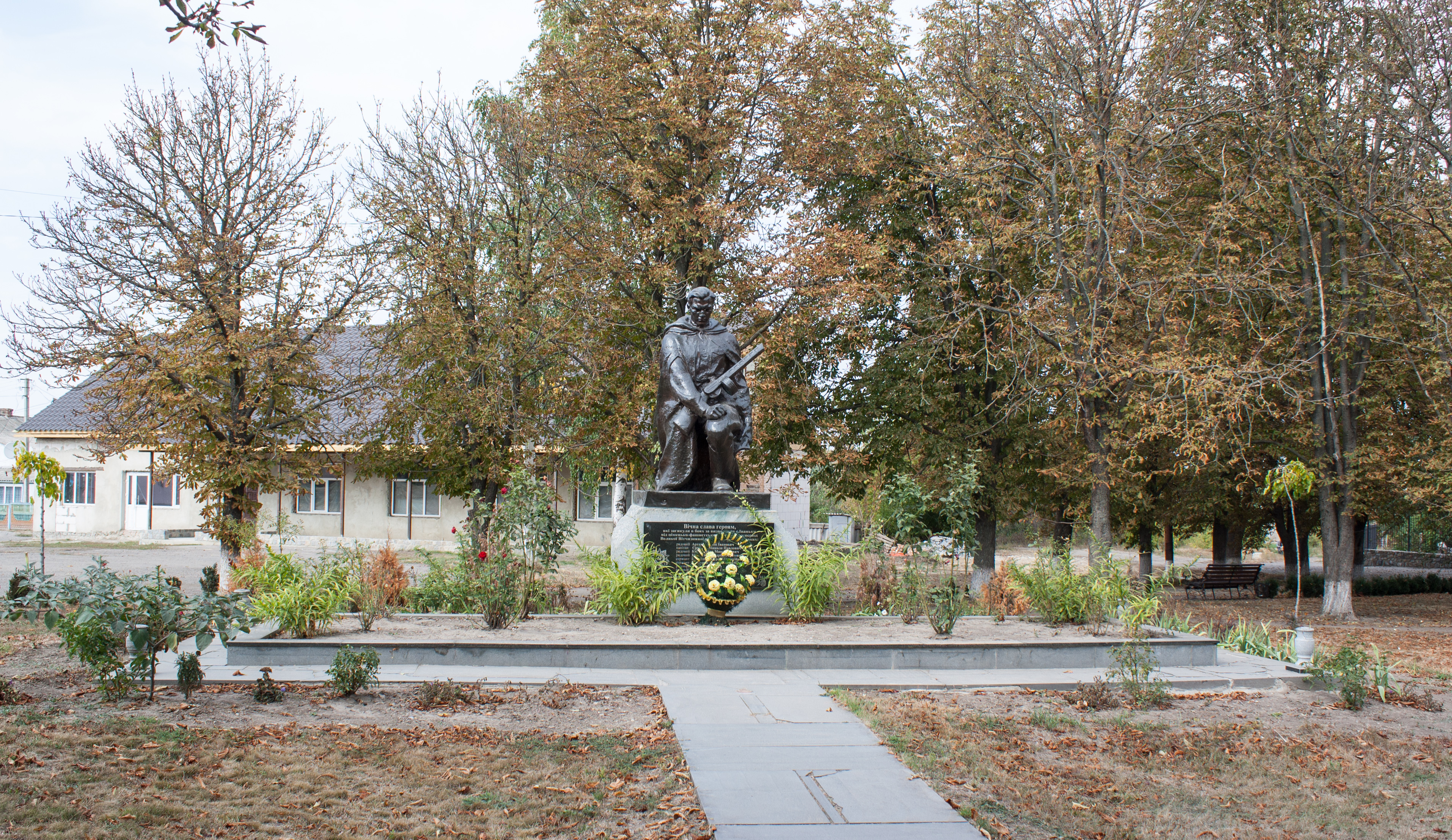
Братська могила радянських воїнів
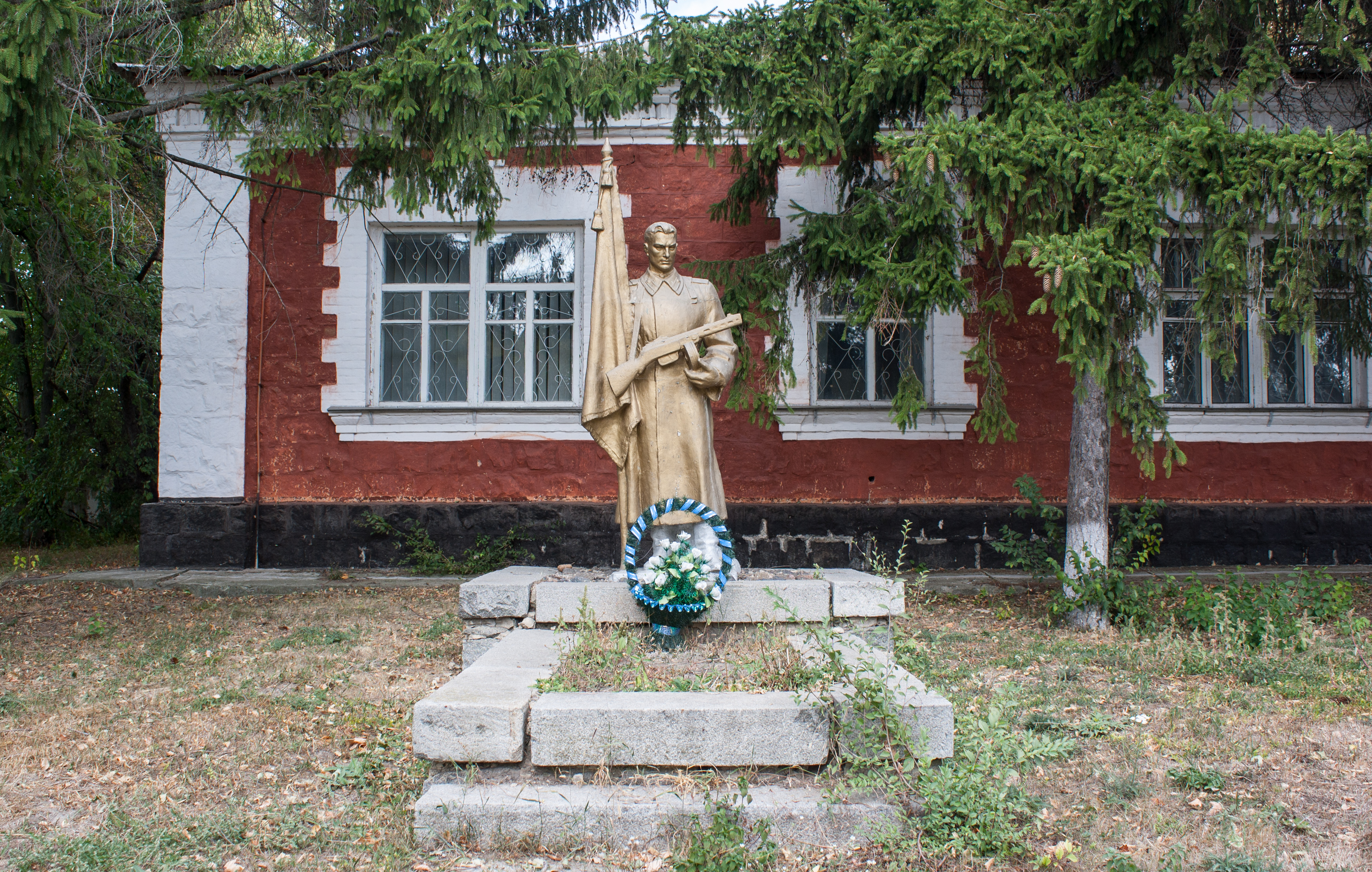
Братська могила радянських воїнів
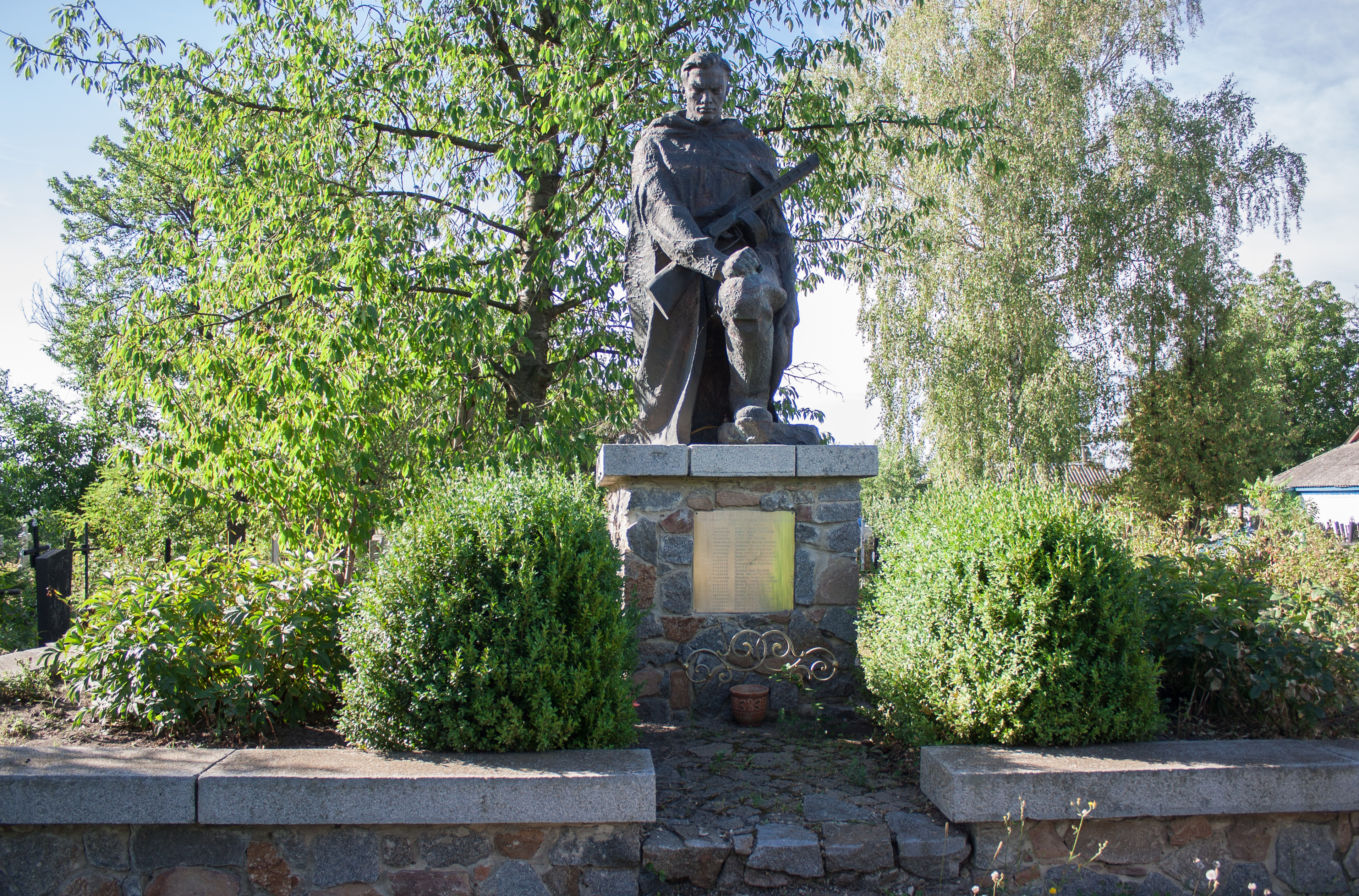
Братська могила радянських воїнів
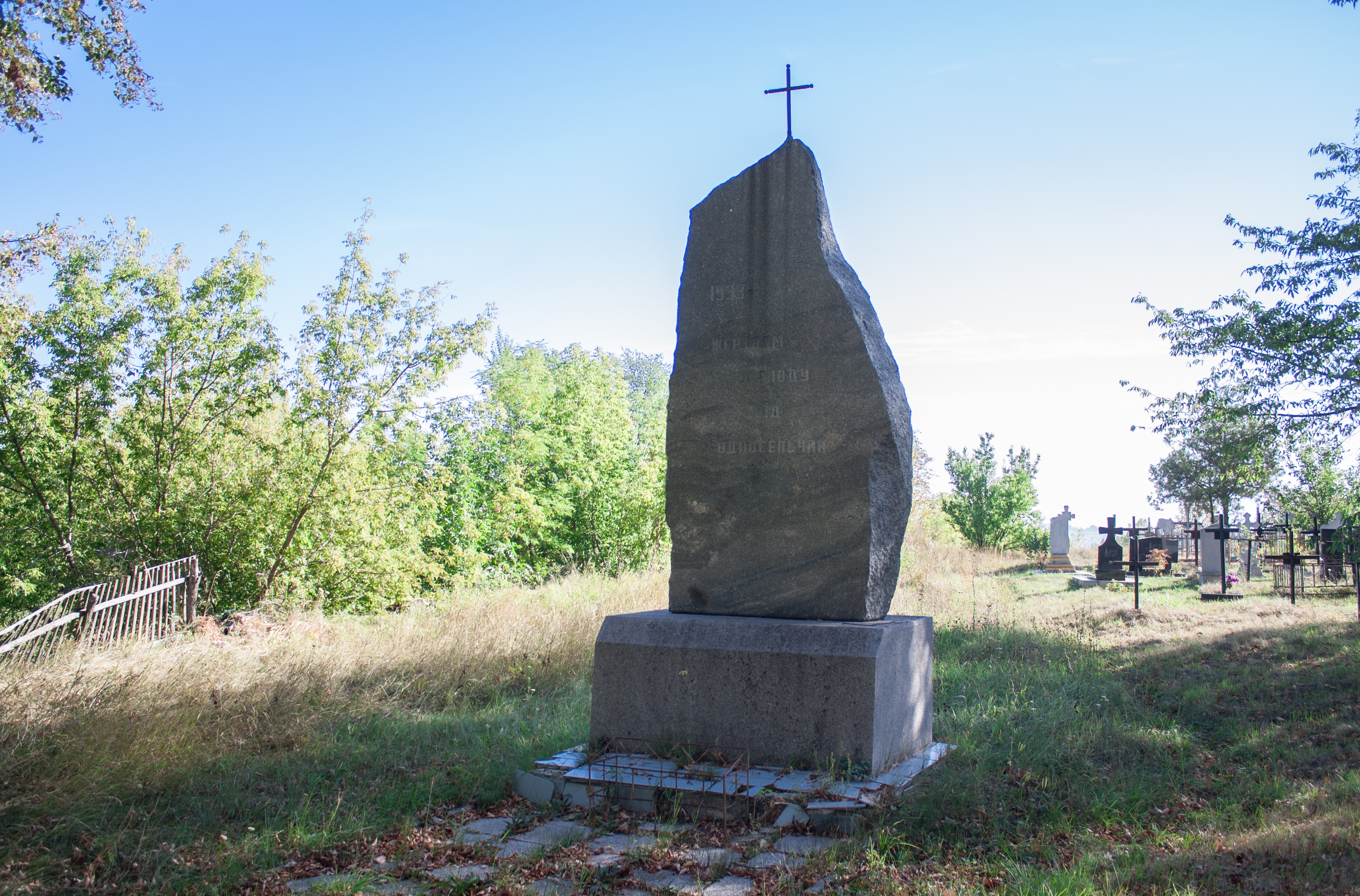
Пам’ятний знак жертвам Голодомору